# Eusebio Erkiaga
Eusebio Erkiaga (Lekeitio, 1912- Bilbao, 1993) va ser un escriptor en èuscar. Professor d'èuscar i periodista en basc. Durant la Segona República Espanyola publicà en les revistes Yakintza i Euzkerea i durant la guerra en el diari en basc Eguna. Amic i influït per Lauaxeta aquest fou ufusellat durant la Guerra Civil Espanyola i Erkiaga li dedicà un poema (Ez zaitez Gernikara joan) anys després. Membre corresponent d'Euskaltzaindia (1963) Dirigí el butlletí, íntegrament en basc, del Banc de Bilbao (1964 - 1970). El govern basc li concedí, el 1988, el Premi d'honor de les lletres. Escriví en el dialecte biscaí.

## Obres
- "Arranegi". 1958, Itxaropena
- "Araibar zalduna". 1962, Itxaropena
- "Batetik bestera". 1962, Itxaropena
- "Txurio Txoria". 1986, Labayru
- "Irribarrea galtzen danean". 1987, Bizkaiko Foru Aldundia
- "Antzerti yayan izan naz". 1936, López Mendizabal (teatre)
- "Berbalauaren kulunkan. Prosa lanak 1". 2002, Labayru
- "Berbalauaren kulunkan. Prosa lanak 2". 2002, Labayru